# Pavel Blaho (agrárník)
Pavel Blaho, též Pavol Blaho (25. března 1867 Skalica – 29. listopadu 1927 Bratislava), byl slovenský lékař, politik, novinář, poslanec Uherského sněmu a hlasista. Po roce 1918 československý politik, meziválečný poslancem Národního shromáždění za Slovenskou národní a rolnickou stranu (byl i jejím prvním předsedou), později za Republikánskou stranu zemědělského a malorolnického lidu (agrárníky), se kterou Slovenská národní a rolnická strana splynula.

## Životopis
Otec Pavla Blahy byl rolníkem, později bohatým měšťanem ve Skalici. Pavel Blaho studoval na gymnáziu ve Skalici a v Trnavě, medicínu ve Vídni v letech 1888–1898. Po dobu studií pracoval v akademickém spolku Tatran, později se stal jeho předsedou. Když byla z popudu uherské vlády činnost spolku Tatran zastavena, Pavel Blaho založil další spolek Národ, ve kterém se kromě studentů scházeli i mladí řemeslníci a dělníci. Byl dopisovatelem Amerikánsko-slovenských novin (americko-slovenské noviny). V roce 1893 navštívil USA, v roce 1896 se stal spoluzakladatelem Československé jednoty. Po skončení svých studií se vrátil do zpět do Skalice. Založil přibližně 100 potravinových, úvěrových a svépomocných družstev. V roce 1907 založil Obchodní banku ve Skalici, která se v roce 1920 spojila s Americko-slovenskou bankou v Bratislavě. V létě roku 1903 jej poprvé v Luhačovicích navštívil Milan Rastislav Štefánik.
Spolu s Vavrom Šrobárem založil časopis Hlas. Okolo tohoto časopisu se soustředila skupina mladých národně a liberálně orientovaných lidí - tzv. hlasistů s úzkými vazbami na české politické elity. Od roku 1908 se pod jeho vedením konaly v Luhačovicích porady Českoslovanské jednoty (Blaho vždy v létě působil jako lázeňský lékař v Luhačovicích). V roce 1903–1916 vydával časopis Pokrok. V letech 1907–1910 vedl redakci slovenských Lidových novin. V roce 1898–1914 vydával kalendář Nová domová pokladnica. Od roku 1899 byl členem městského zastupitelstva ve Skalici, v roce 1906 byl za volební okres Moravský Svätý Ján zvolen poslancem Uherského sněmu, kde působil až do roku 1918 (ke konci války jako jeden z pouhých dvou slovenských poslanců tohoto sněmu). V Uherském sněmu vystupoval proti Appónyiho školním zákonům.
V roce 1918 se stal signatářem Martinské deklarace, posléze byl členem Slovenské národní rady. Dne 6. listopadu 1918 přijel na Slovensko jako člen Dočasné vlády pro Slovensko, pověřený vedením státní administrativy, zemědělství a zásobování.
Už před rokem 1918 byl aktivní v slovenském agrárním hnutí. V tomto politického proudu (na rozdíl od českých zemí) převládali intelektuálové, nikoliv samotní zemědělci.
Od roku 1919 se zapojil do budování Slovenské národní a rolnické strany, respektive její předchůdkyně, organizace Slovenská rolnická jednota. Její první celoslovenské shromáždění se konalo 13. dubna 1919. Stal se tehdy jejím předsedou. V této fázi šlo ale ještě formálně o součást celonárodní Slovenské národní strany (SNS), ale fakticky již o rodící se samostatnou platformu slovenského agrarismu. Ustavující sjezd se pak konal pod názvem Národní a republikánská strana zemědělská (slovensky Národná a republikánská strana roľnícka) 14. září 1919. Byl zvolen za předsedu.
Před volbami v roce 1920 utvořily Národní a republikánská strana zemědělská a SNS alianci nazvanou Slovenská národní a rolnická strana (SNaRS). Slovenská národní a rolnická strana ovšem ve volbách na Slovensku příliš neuspěla, když ji porazili ľudáci a silné zisky dosáhli i sociální demokraté. 21. března 1921 zvolil výkonný výbor strany nové vedení předsedou se stal Jozef Branecký. V roce 1922 se pak SNaRS sloučila s českými agrárníky, čímž vznikla Republikánská strana zemědělského a malorolnického lidu (RSZML).
Od prosince 1918 zasedal v československém Revolučním národním shromáždění, které bylo nevoleným parlamentem nového státu V řádných parlamentních volbách v roce 1920 získal poslanecké křeslo v Národním shromáždění. Mandát v parlamentních volbách v roce 1925 obhájil. Po jeho smrti na jeho poslanecké křeslo nastoupil Ján Zeman.
V rámci slovenských agrárníků se během 20. let postupně vymezoval proti politice Milana Hodžy, který se stal hlavním představitelem strany. Na sklonku života řekl: „Keby som pri prevrate roku 1918 bol býval len o desať rokov mladší, všeličo by na Slovensku ináč vyzeralo. Nikdy by som nebol išiel s Hodžom, lebo jeho politická morálka a jeho pracovné metódy sa mi protivia.“ Patřil k stoupencům česko-slovenské národní jednoty a krátce před smrtí v roce 1927 prohlásil: „Celý život som pracoval za lepšiu budúcnosť národa, za splynutie Čechov a Slovákov...“
Jeho synem byl Pavol Blaho (1903–1987), poválečný politik slovenské Demokratické strany a Strany slobody, po únorovém převratu člen Rady svobodného Československa.